# Royle-Pfeifhase
Der Royle-Pfeifhase (Ochotona roylii; Synonym: Ochotona roylei) ist eine Säugetierart innerhalb der Pfeifhasen, die zu den Hasenartigen (Lagomorpha) gehören. Ihr Verbreitungsgebiet befindet sich im Himalaya und reicht von Pakistan über Nordindien und Nepal bis in die Volksrepublik China.
Mit einer Körpergröße von bis zu etwa 22 Zentimetern und einem Gewicht von bis zu 200 Gramm gehört er zu den mittelgroßen Arten der Pfeifhasen. Als Lebensraum nutzen die Tiere Talregionen des Gebirges mit steinigen, humusreichen Böden und Rhododendren, Himalaya-Zedern oder Kiefernwäldern in Höhen von 2100 bis 4500 Metern. Teilweise leben sie in einer engen Beziehung mit der Schuppentimalie (Pnoepyga albiventer), einem Singvogel.
Die wissenschaftliche Erstbeschreibung stammt von William Ogilby aus dem Jahr 1839, der die Art nach dem Botaniker John Forbes Royle benannte. 1841 beschrieb Brian Houghton Hodgson den heute als Unterart eingestuften O. r. nepalensis als eigenständige Art. Aufgrund der durch die sehr großen Ähnlichkeiten schwierigen taxonomischen Einordnung der Pfeifhasen veränderte sich die Abgrenzung der Arten untereinander mehrfach. Nahe verwandte Arten wurden in der Vergangenheit teilweise als Unterarten des Royle-Pfeifhasen betrachtet. Die Art wird wegen des vergleichsweise großen Verbreitungsgebietes und des Fehlens bestandsgefährdender Risiken als nicht gefährdet betrachtet.

## Merkmale

### Allgemeine Merkmale

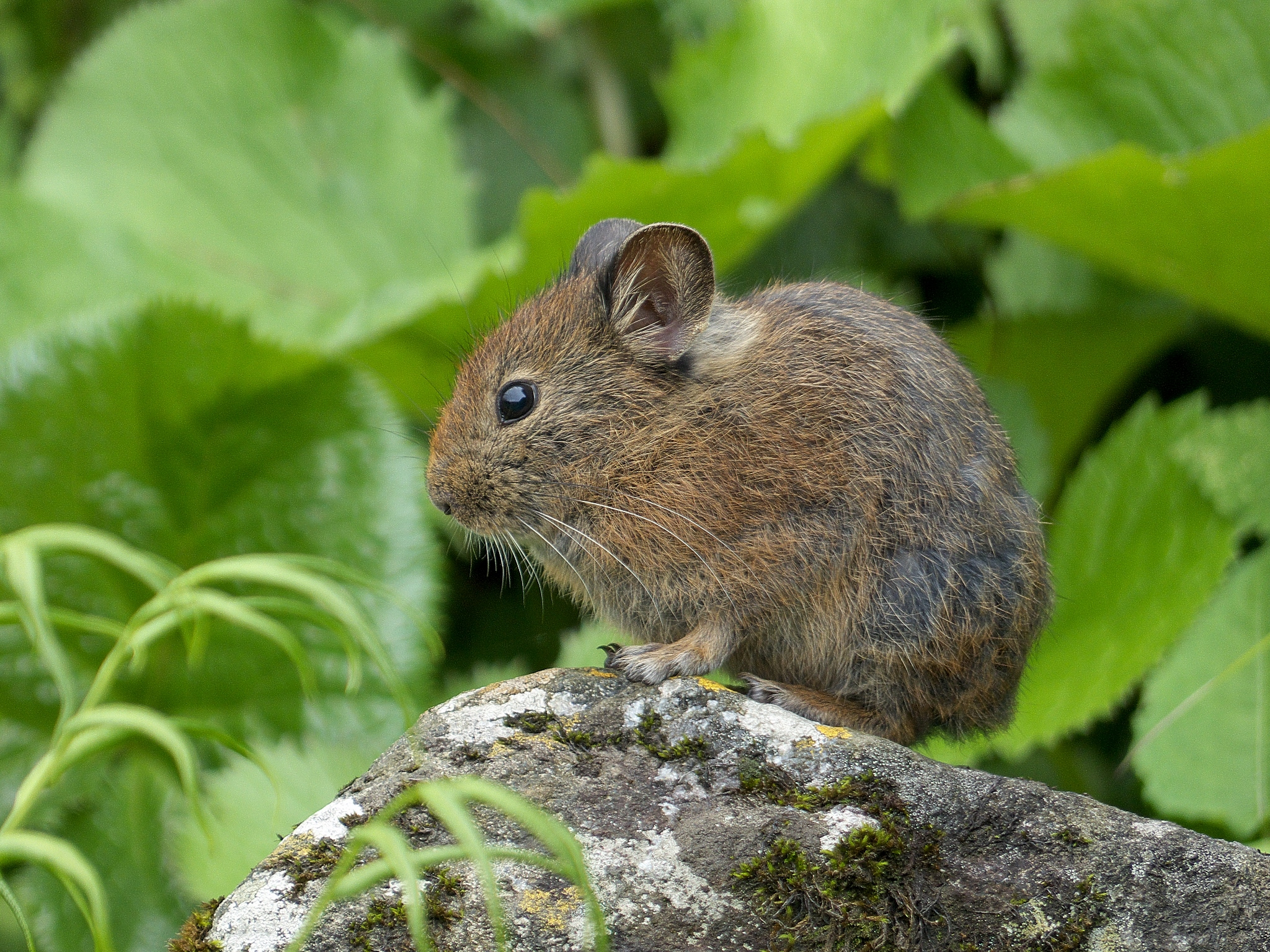
Royle-Pfeifhase in Nordindien

Der Royle-Pfeifhase ist ein mittelgroßer Pfeifhase mit einer Körperlänge von 15 bis 22 Zentimetern bei einem Gewicht von 130 bis 200 Gramm bzw. nach anderen Quellen bis 20,4 Zentimetern bei einem Gewicht von 130 bis 180 Gramm. Die Ohrlänge beträgt 20 bis 30 Millimeter, die Hinterfußlänge 23 bis 36 Millimeter und ein Schwanz ist wie bei anderen Pfeifhasen nicht vorhanden. Er hat ein dunkel rötliches bis rotbraunes oder kastanienbraunes Fell mit vereinzelten schwarzen Haarspitzen, manchmal auch ein dunkel- bis eisengraues oder dunkel graubraunes Fell mit braunen bis rotbraunen Flecken auf den Schultern. Vor allem der vordere Brustbereich kann rötlicher und heller sein als der restliche Körper. Das Fell besteht aus dünnen, glatten und schimmernden Haaren. Einige Individuen haben einen helleren Fleck hinter den Ohren. Das Winterfell ist etwas länger und gräulich braun bis braun mit vereinzelten weißen Haarspitzen. Die Ohren sind vergleichsweise groß und haben eine undeutliche weißliche Randung. Die Bauchseite ist weiß bis grauweiß oder dunkler grau und die Oberseite der Füße ist weiß, grauweiß oder weiß mit sandfarbenem Einschlag.
Im Vergleich zum Großohr-Pfeifhasen (Ochotona macrotis) sind die Ohren etwas schmaler und haben auf der Innenseite nur kurze Haare. Zudem fehlt dem Großohr-Hasen die weiße Randung der Ohren und die rötliche Färbung, während der Royle-Pfeifhase eine weniger starke Kontrastierung der Färbung der Wangen und der Stirn aufweist.
Das Genom besteht aus 2n = 62 Chromosomen, es entspricht damit dem des Großohr-Pfeifhasen. Der Chromosomensatz besteht aus drei Paaren großer metazentrischer, einem Paar großer submetazentrischer sowie zahlreichen Paaren kleiner sub-telozentrischer und akrozentrischer Chromosomen. Er entspricht in seiner Zusammenstellung dem einiger anderer Pfeifhasen wie etwa dem Roten Pfeifhasen (Ochotona rutila) und dem Großohr-Pfeifhasen.

### Merkmale des Schädels
Der Schädel ist mit einer Gesamtlänge (Condylobasallänge) von 37 bis 43 Millimetern und einer maximalen Breite von 20 bis 23 Millimetern mittelgroß, die Höhe des Schädels beträgt 15 bis 16 Millimeter. In Form und Größe entspricht er dem Schädel des Großohr-Pfeifhasen, ist jedoch etwas weniger gebogen. Die Schneidezahn- und Gaumenfenster des Schädels verschmelzen bei dieser Art zu einem weiten einzelnen Fenster. Auf dem Stirnbein befinden sich häufig zwei Öffnungen, die jedoch bei vielen Individuen vor allem in den östlichen Populationen auch fehlen können. Die Paukenhöhlen sind mittelgroß, sie entsprechen in ihrer Länge etwa 23 % der Schädellänge. Der knöcherne Gaumen wird in der Regel nicht länger als 17 Millimeter und die Schnauze ist etwas kürzer als bei verwandten Arten.
| 2 | · | 0 | · | 3 | · | 2 | = 26 |
| 1 | · | 0 | · | 2 | · | 3 | = 26 |

Die Tiere besitzen wie alle Pfeifhasen im Oberkiefer jeweils zwei Schneidezähne (Incisivi), gefolgt von einer längeren Zahnlücke (Diastema) sowie von drei Vorbackenzähnen (Praemolaren) und von zwei Backenzähnen (Molaren). Im Unterkieferast sind nur ein Schneidezahn sowie nur zwei Prämolaren vorhanden, dafür drei Molaren. Insgesamt besitzen die Tiere also 26 Zähne.

## Verbreitung

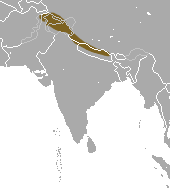
Verbreitungsgebiet des Royle-Pfeifhasen

Der Royle-Pfeifhase ist im Himalaya verbreitet, das Verbreitungsgebiet reicht vom Norden Pakistans über Nordindien in den Unionsterritorien Jammu und Kashmir und Ladakh sowie Nepal bis nach Tibet. Aufgrund unterschiedlicher taxonomischer Zuordnung von Arten und Unterarten können die Angaben über das Verbreitungsgebiet in der Literatur unterschiedlich sein.
Die Höhenverbreitung der Tiere reicht von 2100 bis 4500 Meter, bei gemeinsamem Vorkommen mit dem Großohr-Pfeifhasen bevorzugt Letzterer höhere Lagen.

## Lebensweise
Der Royle-Pfeifhase lebt in den Talregionen und Höhenlagen des Gebirges; der offene Lebensraum ist durch steinige und humusreiche Böden mit Rhododendren, Himalaya-Zedern oder Kiefernwäldern geprägt. Trotz einer Bindung an steinige Habitate legt er seine Baue nicht wie etwa der Großohr-Pfeifhase in Steinhaufen an, sondern im Bodenbereich; er gräbt nicht, sondern nutzt natürlich vorkommende Höhlungen und Spalten, die er von Erde befreit. Er nutzt zudem auch von Menschen gebaute Steinmauern und Spalten in Gebäuden sowie Sedimente mit Anteilen von kolluvialem Gestein.
Er ist tagaktiv und weitgehend dämmerungsaktiv am Abend und Morgen, während er die mittägliche Sonnenhitze meidet und Zeiträume mit höherer Luftfeuchtigkeit präferiert. Die Tiere bewegen sich offen am Boden zwischen Geröll und Steinen, bei denen sie Deckung suchen. Charakteristisch ist ein kontinuierliches Laufen mit dazwischenliegenden Sprüngen. Zudem sitzen sie häufig sich sonnend auf exponierten Steinen. Im Winter und frühen Frühjahr graben sie Tunnel im Schnee, die von mehreren Individuen genutzt werden können, um ihre Verstecke zu erreichen. Sie leben territorial und weitgehend als Einzelgänger oder in Familiengruppen aus einem Elternpaar und deren Jungtieren. Die Bestandsdichte beträgt etwa 12,5 Tiere pro Hektar bzw. etwa 1620 Individuen pro Quadratkilometer im westlichen Himalaya und 1250 Individuen pro Quadratkilometer im östlichen Himalaya. Die Territorien von Männchen und Weibchen sind überlappend, sie haben eine durchschnittliche Größe von etwa 82 Quadratmetern. Das Territorialverhalten ist weniger stark ausgeprägt als bei anderen Pfeifhasen; vor allem zum Ende des Sommers wurden allerdings regelmäßig ausgewachsene Tiere beobachtet, die Jungtiere aus ihrem Revier vertreiben. Die vokale Kommunikation ist bei der Nominatform selten und wenig ausgeprägt, bei der Unterart O. r. nepalensis deutlich häufiger, und besteht vor allem aus leisen Rufen und hohen, einfachen Pfiffen.

### Ernährung
Die meiste Zeit seiner Aktivitätsphasen verbringt er bei der Nahrungssuche und -aufnahme. Er ernährt sich generalistisch von Pflanzenteilen, wobei er weniger häufig als andere Arten gattungstypische Heuhaufen anlegt. Nach einer Untersuchung bei Tieren im Kedarnath Wildlife Sanctuary im Norden Indiens wurden 17 verschiedene Pflanzenarten als potenzielle Nahrungspflanzen identifiziert und untersucht, welche Faktoren die Nahrungswahl beeinflussen. Die Studie kommt zu dem Ergebnis, dass die Wahl positiv beeinflusst wird von der Blattgröße der Pflanze sowie negativ von der Menge an verschiedenen Inhaltsstoffen wie Lignin, Tanninen oder säurehaltigen Anteilen, die von den Tieren eher gemieden werden. Da Pflanzen mit größeren Blättern jedoch in der Regel mehr vermiedene Substanzen beinhalten als solche mit kleineren Blättern, werden diese nur dann ausgewählt, wenn sie einen geringen Gehalt an gemiedenen Substanzen haben.
Der Royle-Pfeifhase produziert wie andere Pfeifhasen oder Kaninchen zwei verschiedene Arten von Kotpillen. Die größeren und weicheren Kotpillen, Caecotrophe, sind noch reich an Nährstoffen und werden ein weiteres Mal aufgenommen. Die runden kleinen und härteren Kotpillen stellen den finalen Kot dar.

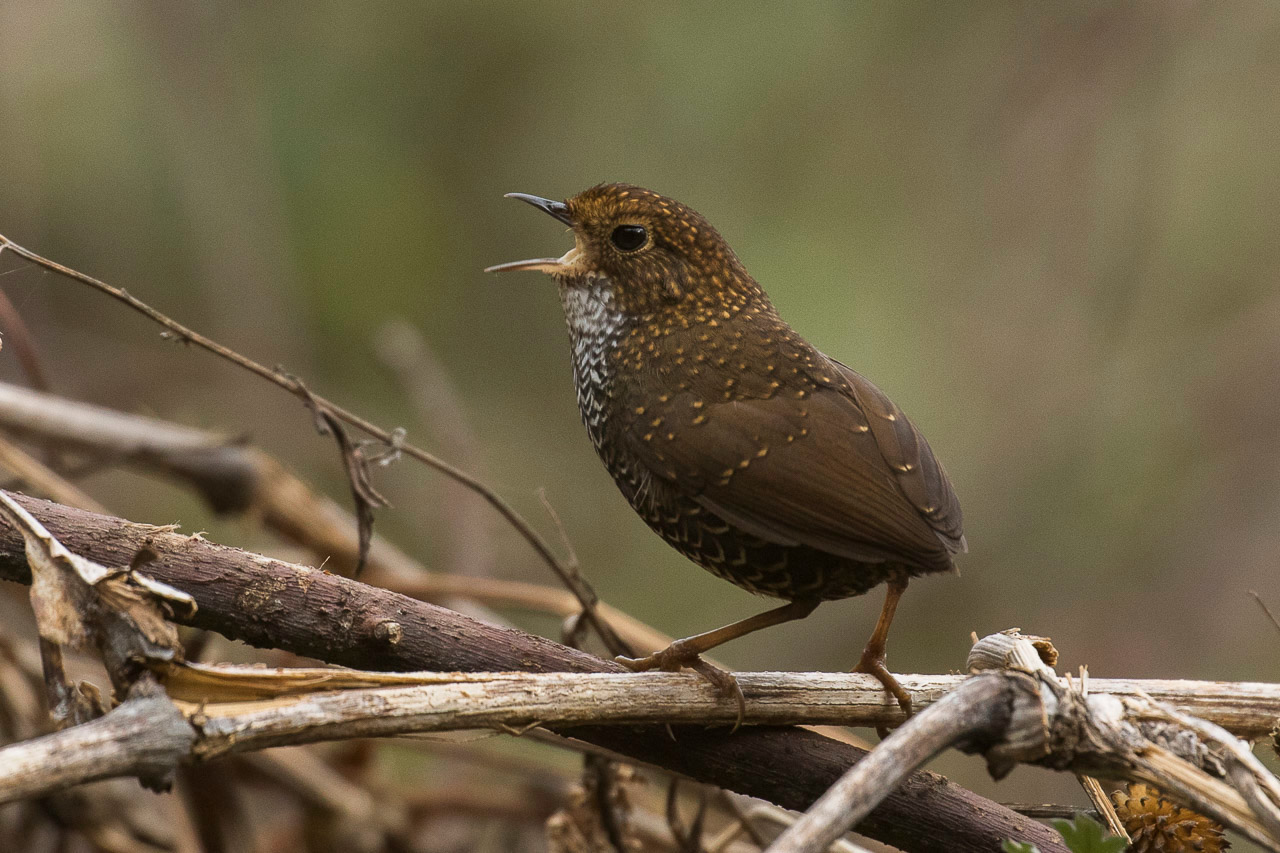
In Nepal lebt der Royle-Pfeifhase in Symbiose mit der Schuppentimalie (Pnoepyge albiventer)

### Fortpflanzung
Die Fortpflanzungszeit der Tiere beginnt im späten April, abhängig von der Schneedecke und der Temperatur. Man geht davon aus, dass die Tiere fakultativ monogam sind. Die Weibchen haben eine Tragzeit von etwa 28 bis 30 Tagen und bringen vom Frühjahr bis zum Spätsommer ein bis seltener zwei Würfe mit durchschnittlich zwei bis drei Jungtieren pro Wurf zur Welt. Im Vergleich zu anderen Arten ist die Reproduktionsrate damit relativ gering. Die Jungtiere werden fast nackt mit einem dünnen Fell und geschlossenen Augen geboren, sie öffnen diese nach etwa 8 bis 10 Tagen. Über 20 bis 22 Tage werden sie vom Muttertier gesäugt.
Die Tiere erreichen ihre Geschlechtsreife nach sieben bis neun Monaten und verlassen den Elternbau zum Ende des ersten Sommers. Bereits im nächsten Jahr nach ihrer Geburt sind sie paarungsbereit und produzieren eigenen Nachwuchs. Sie erreichen ein Alter von bis zu drei Jahren.

### Beziehung zu anderen Tierarten
Der Royle-Pfeifhase lebt in Nepal in einer engen Beziehung (Symbiose) mit der Schuppentimalie (Pnoepyge albiventer). Beide Arten nutzen gemeinsam die Heuhaufen der Pfeifhasen als Nahrungsreserve und leben dicht beieinander. Dabei nutzen beide Arten unterschiedliche Nahrungsquellen im Umfeld der Haufen: Der Vogel ernährt sich von Insekten und Samen der umgebenden Vegetation, der Pfeifhase von grünen Pflanzen.
Wie bei anderen Pfeifhasen gibt es auch beim Royle-Pfeifhasen mehrere potenzielle Fressfeinde. Die wichtigsten Prädatoren sind der Rotfuchs (Vulpes vulpes), der Buntmarder (Martes flavigula) und auch der Indische Leopard (Panthera pardus fusca). Unter den Endoparasiten wurden mehrere Arten von Bandwürmern wie Anoplocephalinae, Schizorchis cf. altaica und Ectopocephalium abei bei Royle-Pfeifhasen dokumentiert. Zudem wurden Flöhe wie Ctenophyllus orientalis und unbestimmte Chaetopsylla-Arten sowie Zecken wie Haemaphysalis danieli, Ixodes hyatti und Ixodes shahi bei den Tieren beschrieben.

## Systematik

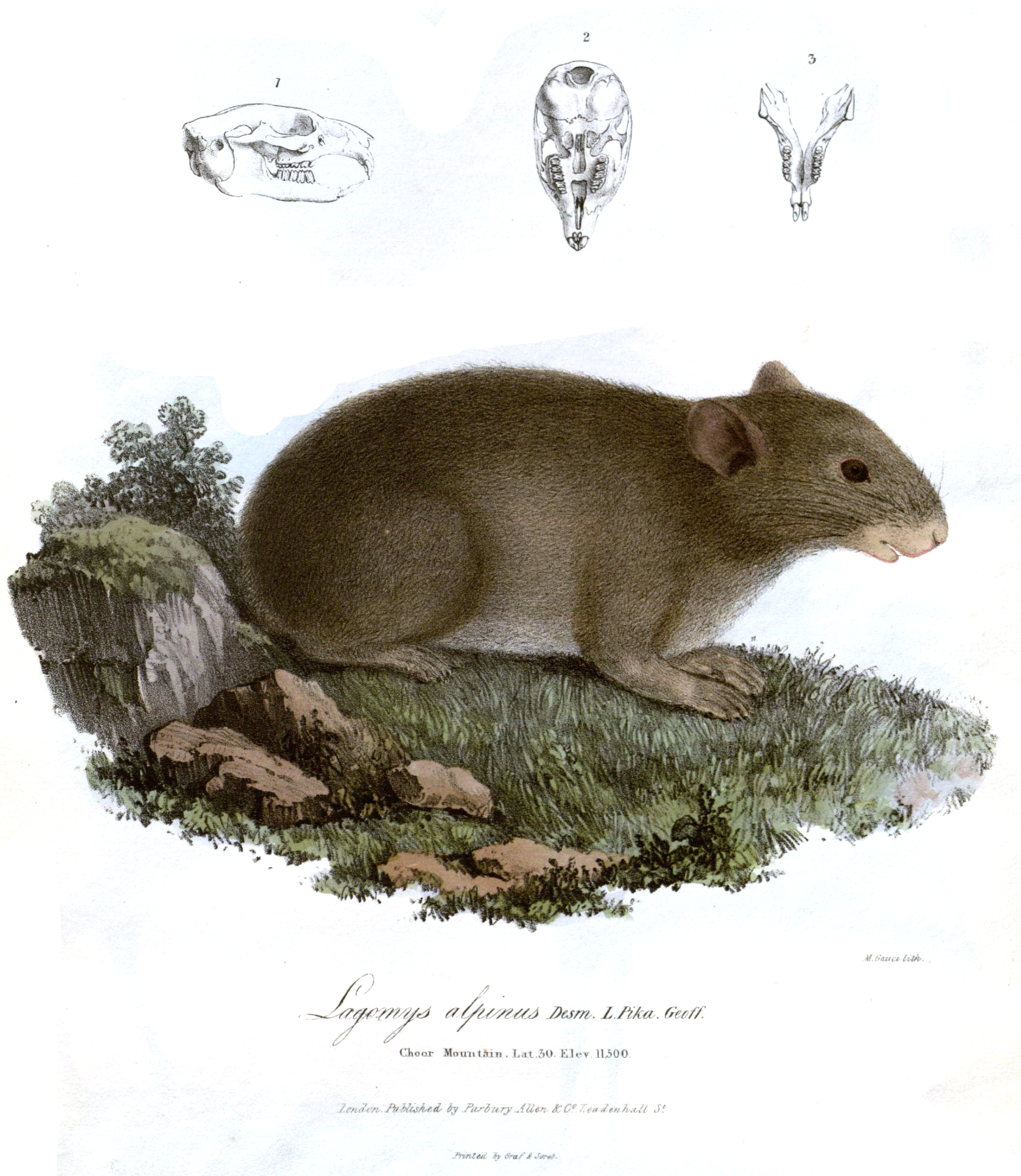
Darstellung des Royle-Pfeifhasen aus der Erstbeschreibung von William Ogilby, 1839

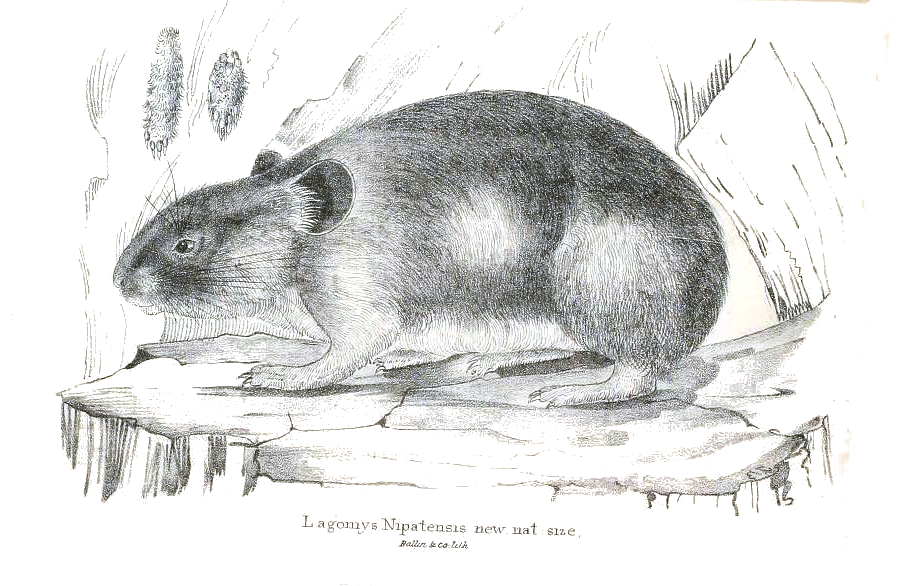
Darstellung des Royle-Pfeifhasen, Unterart O. r. nepalensis, aus der Erstbeschreibung von Brian Houghton Hodgson, 1841

Der Royle-Pfeifhase wurde als eigenständige Art den Pfeifhasen (Gattung Ochotona) und der Untergattung Conothoa zugeordnet. Die wissenschaftliche Erstbeschreibung stammt von William Ogilby aus dem Jahr 1839, der ihn als Lagomys roylii bezeichnete und nach dem Botaniker John Forbes Royle benannte. Als Terra typica gab Ogilby den „Choor Mountain“ etwa 100 Kilometer nördlich von Saharanpur in Punjab, Indien, an. Ogilby beschrieb die Art im Rahmen der Bearbeitung einer Sammlung von Tieren, die Royle auf einer botanischen Expedition in den Himalaya gesammelt und ihm 1833 zur Beschreibung übergeben hatte. Die Erstbeschreibung erschien im Rahmen der Aufarbeitung der botanischen Sammlung, in der neben den Pflanzen und einigen Säugetieren auch verschiedene Fossilien, Insekten und andere Tiere beschrieben wurden. Ogilby beschrieb den Pfeifhasen im Kontext einer Gesamtdarstellung der bekannten Säugetierarten des Himalaya und stellte diese Art als Besonderheit heraus:

“But by far the most interesting and unexpected acquisition, which Dr. Royle’s discoveries among the Himalayas has produced to the Zoologist, is a new and beautiful species of Lagomys, a genus heretofore only found in Northern Asia and among the rocky mountains in North America. This discovery, of the greatest importance to our inquiries into the principles which regulate the geographical distribution of animals, is entirely due to Dr. Royle, and furnishes another, and a most glaring instance of the paramount influence of climate upon the dispersion of animals, as well as of vegetables. […] I propose, under the specific denomination of Lagomys Roylii, to dedicate it to my friend Dr. Royle, in commemoration of the important service which that distinguished Botanist has rendered by its discovery to the kindred science of Zoology.”

„Aber die bei weitem interessanteste und unerwarteteste Akquisition, die Dr. Royles Entdeckungen im Himalaya für den Zoologen hervorgebracht hat, ist eine neue und schöne Art von Lagomys, einer Gattung, die bisher nur in Nordasien und in den Rocky Mountains Nordamerikas zu finden war. Diese Entdeckung, die für unsere Untersuchungen über die Prinzipien, die die geographische Verteilung der Tiere regeln, von größter Bedeutung ist, ist ganz und gar Dr. Royle zu verdanken, und liefert ein weiteres und eklatantes Beispiel für den überragenden Einfluss des Klimas auf die Verbreitung von Tieren und Pflanzen. […] Ich schlage vor, sie unter der spezifischen Bezeichnung Lagomys Roylii meinem Freund Dr. Royle zu widmen, um an den wichtigen Dienst zu erinnern, den dieser bedeutende Botaniker durch seine Entdeckung für die verwandte Wissenschaft der Zoologie geleistet hat.“

1841 beschrieb Brian Houghton Hodgson in Kathmandu den heute als Unterart betrachteten O. r. nepalensis als Lagomys nepalensis. Er erhielt ein Männchen und ein Weibchen der Tiere vom Shishapangma im heutigen Tibet, die er beschrieb und dabei bereits darauf verwies, dass sie nahe verwandt oder eventuell auch identisch mit den zwei Jahre vorher beschriebenen Lagomys roylii sein könnten.
In der wissenschaftlichen Literatur wird die Art als O. roylii und als O. roylei bezeichnet. Laut dem Handbook of the Mammals of the World ist der gültige Name O. roylii.

### Externe Systematik
Wie bei den meisten Pfeifhasen ist auch beim Royle-Pfeifhasen die systematische Einordnung aufgrund der großen Ähnlichkeiten der Arten schwierig und veränderte sich entsprechend über die Zeit mehrfach. Zeitweise wurde der Großohr-Pfeifhase (Ochotona macrotis) dem Royle-Pfeifhasen als Unterart zugeschlagen; aufgrund von morphologischen und ökologischen Unterschieden in den Regionen, in denen beide Arten sympatrisch vorkommen, wurde der Artstatus des Großohr-Pfeifhasen jedoch bestätigt. Auch der Himalaya-Pfeifhase (Ochotona himalayana) und der Forrest-Pfeifhase (Ochotona forresti) sowie der Nubra-Pfeifhase (Ochotona nubrica) (als Synonym O. hodgsoni) wurden zeitweise als Unterarten des Royle-Pfeifhasen behandelt, werden heute jedoch häufig als eigene Arten betrachtet.
Im Jahr 2000 wurde auf der Basis von Sequenzen der mitochondrialen DNA der Royle-Pfeifhase als Schwesterart des Großohr-Pfeifhasen identifiziert, beide zusammen bildeten entsprechend dieser Ergebnisse die Schwestergruppe aus dem Ladakh-Pfeifhasen (Ochotona ladacensis) und dem Koslow-Pfeifhasen (O. koslowi). Gemeinsam mit dem Forrest-Pfeifhasen (Ochotona forresti) und dem Rotohr-Pfeifhasen (Ochotona erythrotis) wurden diese Arten als „Mountain group“ zusammengefasst, während die klassische Aufteilung nach Untergattungen als paraphyletisch verworfen wurde. 2004 erschien eine phylogenetische Analyse auf der Basis der Sequenz des Cytochrom b, bei der das Schwestergruppenverhältnis von Großohr- und Royle-Pfeifhase bestätigt wurde, der Ladakh-Pfeifhase sich jedoch als basale Schwesterart eines Taxons aus O. koslowi, O. rutila, O. iliensis, O. roylii und O. macrotis erwies; die gesamte Gruppe zuzüglich einiger weiterer Arten wurde in eine „Surrounding Qinghai-Tibet Plateau Group“ eingeordnet. Nach der Überarbeitung der Taxonomie durch Andrei Alexandrowitsch Lissowski 2013 auf der Basis kraniometrischer Merkmale und der Sequenz des Cytochrom b wurden einige Details der phylogenetischen Einordnung geändert, die nahe Verwandtschaft der Arten wurde jedoch bestätigt. Lissowski stellte diese Arten entsprechend gemeinsam in die Untergattung Conothoa.
Er betrachtet allerdings den Himalaya-Pfeifhase nicht als eigenständige Art und beschreibt ihn als Synonym des Royle-Pfeifhasen, was auch von Smith und Bhattacharyya 2018 übernommen wurde. Weitere Synonyme sind O. baltina, O. hodgsonii, O. nepalensis und O. wardi.

### Interne Systematik
Je nach Literatur werden verschiedene Angaben zur Anzahl und Abgrenzung von Unterarten angegeben. Nach dem aktuell als Referenz genutzten Handbook of the Mammals of the World werden zwei Unterarten unterschieden:
- die Nominatform O. r. roylii (Ogilby, 1839) im Westen des Himalaya vom Osten des Kali Gandaki über das nördliche Indien und den Nordwesten von Nepal.
- O. r. nepalensis (Hodgson, 1841[12]) im östlichen Himalaya vom Kali Gandaki über das nördliche Indien in Sikkim und den Nordosten von Nepal.

Smith und Bhattacharyya 2018 unterscheiden dagegen vier Unterarten, darunter neben den beiden genannten den nach anderen Quellen eigenständigen Himalaya-Pfeifhasen als O. r. himalayana sowie O. r. wardi.

## Gefährdung und Schutz
Die International Union for Conservation of Nature and Natural Resources (IUCN) stuft den Royle-Pfeifhasen als ungefährdet (least concern) ein. In China wird der Royle-Pfeifhase auf der Roten Liste ebenfalls als nicht gefährdet gelistet, in Indien fallen die Tiere unter den Wildlife Protection Act von 1972.
Der größte Teil des Verbreitungsgebietes liegt in Naturschutzgebieten, sodass eine Bejagung in der Regel unterbunden ist. Obwohl keine aktuellen Bevölkerungsbewertungen der Art vorliegen, gilt sie als weit verbreitet und die Bestände werden als stabil eingeschätzt. In einigen tiefer liegenden Gebieten sind die Bestände möglicherweise rückläufig und es kommt zu Konflikten mit der Weidetierwirtschaft sowie mit der Nutzung von Steinen für den Haus- und Straßenbau, ernsthafte Gefährdungsursachen sind jedoch nicht bekannt. Wie bei anderen Arten der Hochgebirge reagieren die Tiere jedoch empfindlich auf Klimaschwankungen, sodass mit zunehmender globaler Erwärmung ein negativer Effekt auf die Populationen denkbar ist.

## Belege
1. 1 2 3 4 5 6 7 8 9 10 11 12 13 14 15 16 17  
A.A. Lissovsky: Royle’s Pika – Ochotona roylii. In: Don E. Wilson, T.E. Lacher, Jr., Russell A. Mittermeier (Hrsg.): Handbook of the Mammals of the World: Lagomorphs and Rodents 1. (HMW, Band 6), Lynx Edicions, Barcelona 2016, ISBN 978-84-941892-3-4, S. 57–58.
2. 1 2 3 4 5 6 7  
Royle’s pika. In: Andrew T. Smith, Yan Xie: A Guide to the Mammals of China. Princeton University Press, 2008, ISBN 978-0-691-09984-2, S. 285–286.
3. 1 2 3 4 5 6 7 8 9 10 11  
Andrew T. Smith, Sabuj Bhattacharyya: Royle’s pika. In: Andrew T. Smith, Charlotte H. Johnston, Paulo C. Alves, Klaus Hackländer (Hrsg.): Lagomorphs: Pikas, Rabbits, and Hares of the World. JHU Press, 2018, S. 75–77. (Google Books)
4. ↑  Joseph A. Chapman, John E. C. Flux (Hrsg.): Rabbits, Hares and Pikas. Status Survey and Conservation Action Plan. (Memento des Originals vom 14. Januar 2009 im Internet Archive)  Info: Der Archivlink wurde automatisch eingesetzt und noch nicht geprüft. Bitte prüfe Original- und Archivlink gemäß Anleitung und entferne dann diesen Hinweis. (PDF; 11,3 MB) International Union for Conservation of Nature and Natural Resources (IUCN), Gland 1990, ISBN 2-8317-0019-1, S. 47–48.
5. ↑  
Ernesto Capanna, Marta Bonomo, Maria Vittoria, Civitelli Alberto Simonetta, E. Capanna: The chromosomes of Royle’s pika, Ochotona roylei, (Mammalia, Lagomorpha). Rendiconti Lincei 1991 2 (1), S. 59–67. doi:10.1007/BF03010413.
6. ↑  
Family Ochotonidae, Genus Ochotona. In: Andrew T. Smith, Yan Xie: A Guide to the Mammals of China. Princeton University Press, 2008, ISBN 978-0-691-09984-2, S. 275.
7. 1 2 3 4 5 6 7  
Ochotona roylei in der Roten Liste gefährdeter Arten der IUCN 2019. Eingestellt von: Andrew T. Smith, S. Bhattacharyya, 2016. Abgerufen am 12. April 2019.
8. ↑  
Ochotona macrotis in der Roten Liste gefährdeter Arten der IUCN 2012.2. Eingestellt von: Andrew T. Smith, C. H. Johnston, 2008. Abgerufen am 29. Dezember 2012.
9. 1 2 3 4  
Sabuj Bhattacharyya, Bhupendra S. Adhikari, Gopal S. Rawat: Forage selection by Royle’s pika (Ochotona roylei) in the western Himalaya, India. Zoology 116 (5), Oktober 2013, S. 300–306. doi:10.1016/j.zool.2013.05.003.
10. ↑  
Bhaiya Khanal: New Report on the Symbiotic Relation of Ochotona roylei (Lagomorpha: Ochotonidae) and Scaly Breasted Wren Babbler (Pnoepyge albiventer) at Ganesh Himalaya Area of Central Nepal. Our Nature 5, 2007, S. 37–40.
11. ↑  
Scaly-breasted Cupwing (Pnoepyga albiventer) auf Handbook of the Birds of the World Alive, abgerufen am 22. April 2019.
12. 1 2 3 4  
Brian Houghton Hodgson: 1841 Of a new species of Lagomys inhabiting Nepal – Lagomys nepalensis, Nob. Journal of the Asiatic Society of Bengal, 1841, S. 854–855. (Digitalisat).
13. 1 2 3 4 5  
Don E. Wilson & DeeAnn M. Reeder (Hrsg.): Ochotona roylei (Memento vom 26. Dezember 2015 im Internet Archive) in Mammal Species of the World. A Taxonomic and Geographic Reference (3rd ed).
14. ↑  
Bo Beolens, Michael Grayson, Michael Watkins: The Eponym Dictionary of Mammals. Johns Hopkins University Press, 2009, ISBN 978-0-8018-9304-9, S. 351–352.
15. 1 2  
William Ogilby: Memoir on the Mammalogy of the Himalayas. In: John Forbes Royle: Illustrations of the botany and other branches of the natural history of the Himalayan Mountains, and of the flora of Cashmere. Wm. H. Allen and Co., London 1839, S. 118–120. (Digitalisat).
16. 1 2  
Ning Yu, Changlin Zheng, Ya-Ping Zhang, Wen-Hsiung Li: Molecular Systematics of Pikas (Genus Ochotona) Inferred from Mitochondrial DNA Sequences. Molecular Phylogenetics and Evolution 16 (1), Juli 2000, S. 85–95. doi:10.1006/mpev.2000.0776.
17. 1 2  
Yidong Niu, Fuwen Wei, Ming Li, Xiaoming Liu, Zuojian Feng: Phylogeny of pikas (Lagomorpha, Ochotona) inferred from mitochondrial cytochrome b sequences. Folia Zoologica – International Journal of Vertebrate Zoology 53(2), 2004, S. 141–155. (Volltext).
18. ↑  
Don E. Wilson, DeeAnn M. Reeder (Hrsg.): Ochotona macrotis in Mammal Species of the World. A Taxonomic and Geographic Reference (3rd ed).
19. ↑  
Andrey A. Lissovsky: Taxonomic revision of pikas Ochotona (Lagomorpha, Mammalia) at the species level. In: Mammalia 78(2), 2014, S. 199–216. doi:10.1515/mammalia-2012-0134